# Campingführer
Als Campingführer werden allgemein Nachschlagewerke für Campingplätze bezeichnet. Je nach Gestaltung informieren sie in unterschiedlichem Umfang über die wesentlichen Platzmerkmale wie z. B. Zufahrt, Lage, Platzgestaltung, Einrichtungen und Qualität der Einrichtungen, Freizeiteinrichtungen und -angebote, Einkaufsmöglichkeiten, Preise, Besonderheiten usw. Die meisten Campingführer enthalten auch wichtige Länderinformationen und eine Planungskarte. Einige Campingführer enthalten redaktionelle Bewertungen der Plätze oder einzelner Merkmalgruppen.
Campingführer dienen sowohl zur Auswahl eines Urlaubsziels wie auch zur Planung einzelner Etappen einer Reise. Teilweise sind die Informationen die Ergebnisse von Inspektionen vor Ort; vielfach beruhen sie aber auch auf Angaben der Platzhalter oder anderweitigen Recherchen. Die Gestaltung der Beschreibung von Campingplätzen kann für die Betreiber kostenpflichtig sein.
Neben der Veröffentlichung als Druckausgabe können die Informationen (manchmal gekürzt) im Regelfall auch aus dem Internet abgerufen werden und/oder werden als App für mobile Geräte angeboten.
Mehrere Herausgeber von Campingführern vertreiben – als kostenfreie Beilage oder gegen Aufpreis – Rabattkarten mit unterschiedlicher Akzeptanz (je nach Anbieter einige 100 bis weit über tausend teilnehmende Campingplätze in Europa), welche vorwiegend in der Nebensaison eingesetzt werden können.
Alle Herausgeber müssen zur Einschränkung des Umfanges - zumindest der Druckausgaben der Campingführer - eine Auswahl treffen. So bleiben nicht selten Campingplätze – auch trotz teilweise ebenfalls sehr ansprechender Ausstattung – nicht aufgeführt. Hier lohnt sich oft der Vergleich vor Ort. Auch geben zahlreiche regionale Tourismusverbände, Fremdenverkehrsämter und Zusammenschlüsse von Campingplatzbetreibern – häufig kostenlose – Broschüren heraus, welche Kernaussagen über die berücksichtigten Campingplätze machen.
Darüber hinaus finden sich im Internet zahlreiche private und gewerbliche Zusammenstellungen von Campingplatzinformationen in Campingplatzportalen und -foren von sehr unterschiedlicher Tiefe, Qualität und Aktualität, welche vielfach auch interaktive Bewertungen durch Camper ermöglichen.
Die ersten Campingführer erschienen in Deutschland Anfang der 1950er Jahre. Jährlich aktualisierte, deutschsprachige Campingführer mit Beschreibungen von mehreren tausend Campingplätzen in Europa werden u. a. von ACSI, Pincamp (ADAC, Koninklijke Nederlandse Toeristenbond ANWB,  TCS),  DCC, camping.info und Drei Brunnen Verlag GmbH & Co. (ECC) herausgegeben.
Stellplatzführer beschreiben in vergleichbarer Weise Reisemobil-Stellplätze.